# Iglesia de San Francisco Javier (Paderborn)
La iglesia de San Francisco Javier, actualmente conocida como Marktkirche (en español, la iglesia del mercado), fue un antiguo templo católico universitario jesuita que se encuentra en el centro de Paderborn, cerca de la plaza del ayuntamiento y justo al lado del instituto Theodorianum, que utiliza la iglesia para los servicios escolares los jueves. Además, la Marktkirche se encuentra junto a la iglesia de San Ulrico de Gau y la iglesia de San Pedro y san Andrés de Busdorf  y de la parroquia de San Liborio en el centro de Paderborn, fundada en 1998.
El nombre Marktkirche le fue dado por la iglesia protestante San Pancracio en la actual Marienplatz cuando fue forzada a cerrar como un ejemplo en el curso de la Contrarreforma y que finalmente fue demolida en 1784 debido a su deterioro. 

## Historia
La primera piedra de la Marktkirche actual fue colocada en 1682 por el príncipe-obispo  de Paderborn, Ferdinand von Fürstenberg (1661-1683). Los planos de la basílica barroca de tres naves provienen del hermano laico jesuita Anton Hülse. Después de solo diez años de construcción, fue consagrada como iglesia jesuita el 14 de septiembre de 1692. Cuando se fundó, era una iglesia universitaria y de escuela primaria.
El origen de la iglesia obedece a un voto del príncipe-obispo, gravemente enfermo, de construir una iglesia, si se recuperaba, en honor del jesuita San Francisco Javier. En 1678 colocó la primera piedra; su sobrino y sucesor, Hermann Werner von Wolff-Metternich zur Gracht, la consagró el 14 de septiembre de 1692. 
Tras concluir sin éxito las negociaciones con el arquitecto Antonio Petrini de Trento, el proyecto fue transferido a un hermano jesuita Anton Hülse (1635-1712). Esta iglesia jesuita es la más grande del norte de Alemania. El interior de la iglesia muestra el estilo jesuita de principio a fin.
Se comenzó a construir en 1682. El edificio se completó en 1686 y se pudo consagrar en 1692. El interior de la basílica barroca, de tres naves, no se acabó hasta 1730. El fundador solo vivió durante la primera fase de la construcción ya que murió en 1683. La Iglesia de San Juan, situada en el patio de la escuela secundaria Theodorianum, fue demolida en 1728.
En 1773, con la abolición de la orden jesuita, la iglesia pasó a ser propiedad del "Fondo de estudios de Paderborn" formado a partir de los bienes jesuitas de Paderborn. Actualmente es un fondo especial del Estado de Renania del Norte-Westfalia. Tras la demolición de la desvencijada iglesia de San Pankratius en la actual Marienplatz en 1784, se asignó como parroquia la iglesia jesuita, que todavía se utiliza como iglesia universitaria y de escuela primaria. 
En 1945 fue destruido a excepción de los muros exteriores y las columnas y el rico interior barroco fue destruido en gran parte. Sobrevivieron algunas piezas que extraídas a tiempo, incluido el púlpito y la imagen de la Virgen María que estaba colgada. La iglesia fue reconstruida entre 1949 y 1958 y sometida a una restauración exterior en varios fases entre 1980 y 1988. En 1995-96 se restauró el interior. La restauración llegó a su fin con la reconstrucción del altar mayor barroco realizada entre 1989 y 2003.

## Descripción
Una primera serie de planos de Antonio Petrini de Würzburg , realizada en 1681, ya contemplaba una basílica de galería, aunque en formas clásicas con pilastras de piso a techo y bóvedas barrocas, pero sin la delimitación del coro. En lugar de este plan, que se consideró demasiado caro, Anton Hülse presentó un nuevo plan en 1682, que también fue la base para la ejecución de 1683-1686. Como en las dos iglesias jesuitas de Münster y Colonia. Para ello se utilizó la funda de pilares circulares continuos y sobre todo bóvedas de crucería góticas. La fachada de dos pisos está fuertemente estructurada por plantillas de pliaster y campos de deslumbramiento y cerrada con un frontón triangular, la ventana de tracería gótica se enfatiza por la cornisa de arco de medio punto. En su diseño postgótico, la iglesia jesuita de Paderborn ejerció una influencia significativa en la construcción posterior de la iglesia barroca del Weser. 

### Altar barroco
Durante la Segunda Guerra Mundial, el altar barroco fue completamente destruido en marzo de 1945. Por iniciativa del exdirector del Theodorianum, Franz Josef Weber, y de Georg Hagenhoff, junto con la ciudad de Paderborn y el estado de Renania del Norte-Westfalia, se acometieron las obras de restauración durante varias etapas siendo los costos divididos en tres partes. Esta tarea de reconstrucción se completó en ocho fases utilizando fotos y plantillas.

### Órgano
Para la antigua iglesia del Colegio de los Jesuitas, el príncipe-obispo Dietrich von Fürstenberg donó un nuevo órgano con 12 registros de 1616 a 1618, que inicialmente fue asumido en la nueva iglesia. No fue hasta 1730 que se construyó una nueva caja de órgano, que, dividida en dos partes, se instaló en el lateral de la gran ventana de la fachada y cumplió así una importante función espacial. En 1735-1736, la obra se instaló alrededor del 800 Reichstaler, probablemente por Johann Patroclus Möller de Lippstadt , utilizando los registros del órgano más antiguo. En 1874–76, Carl August Randebrock de Paderborn construyó una nueva planta en el caso anterior, y en 1963–64 el órgano destruido en 1945 fue reemplazado por uno nuevo.  No se llevó a cabo una reconstrucción de la portada barroca del órgano, aunque junto con el altar mayor había contribuido decisivamente al efecto espacial de la iglesia. 

## Galería

Iglesia de San Francisco Javier (Paderborn)
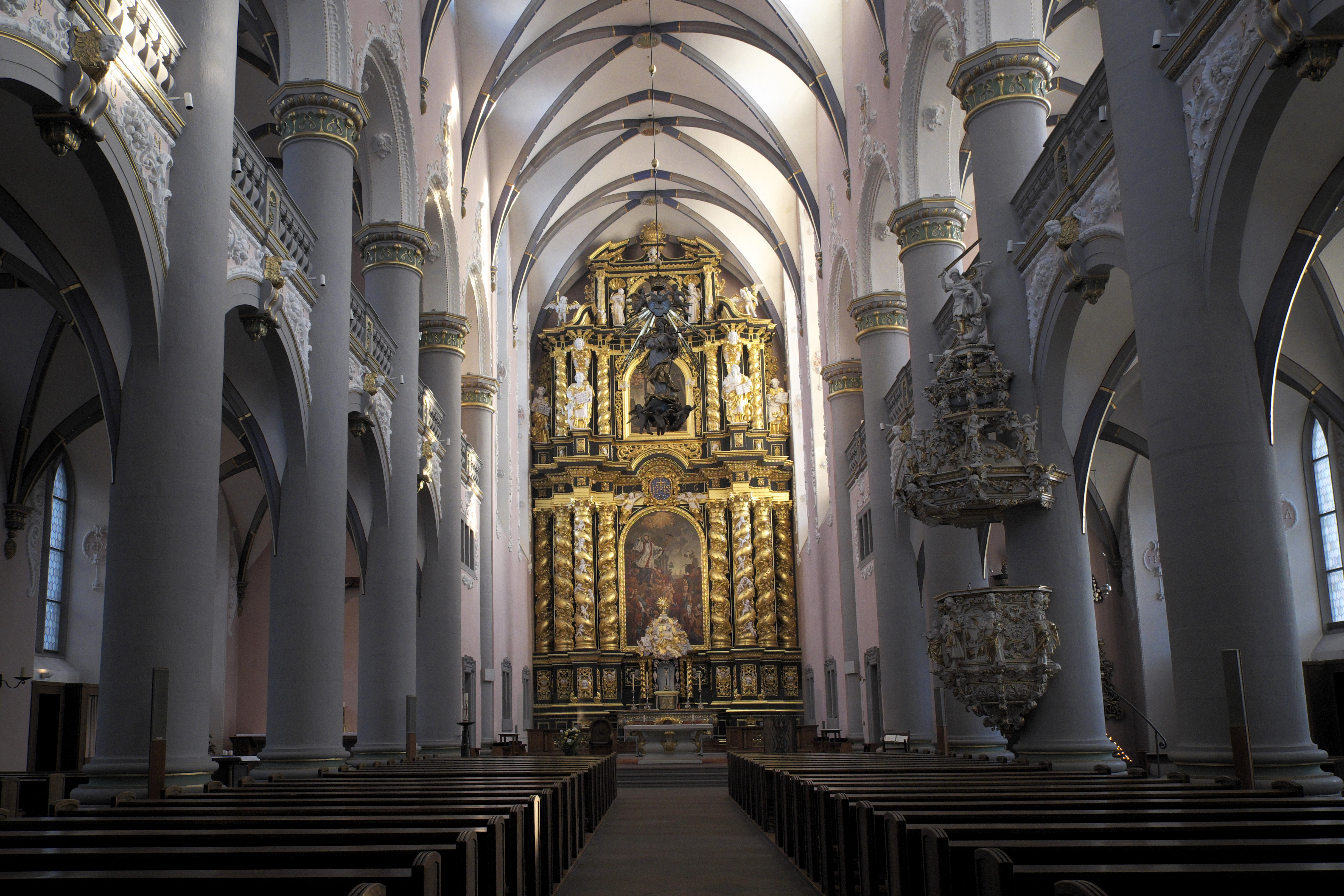
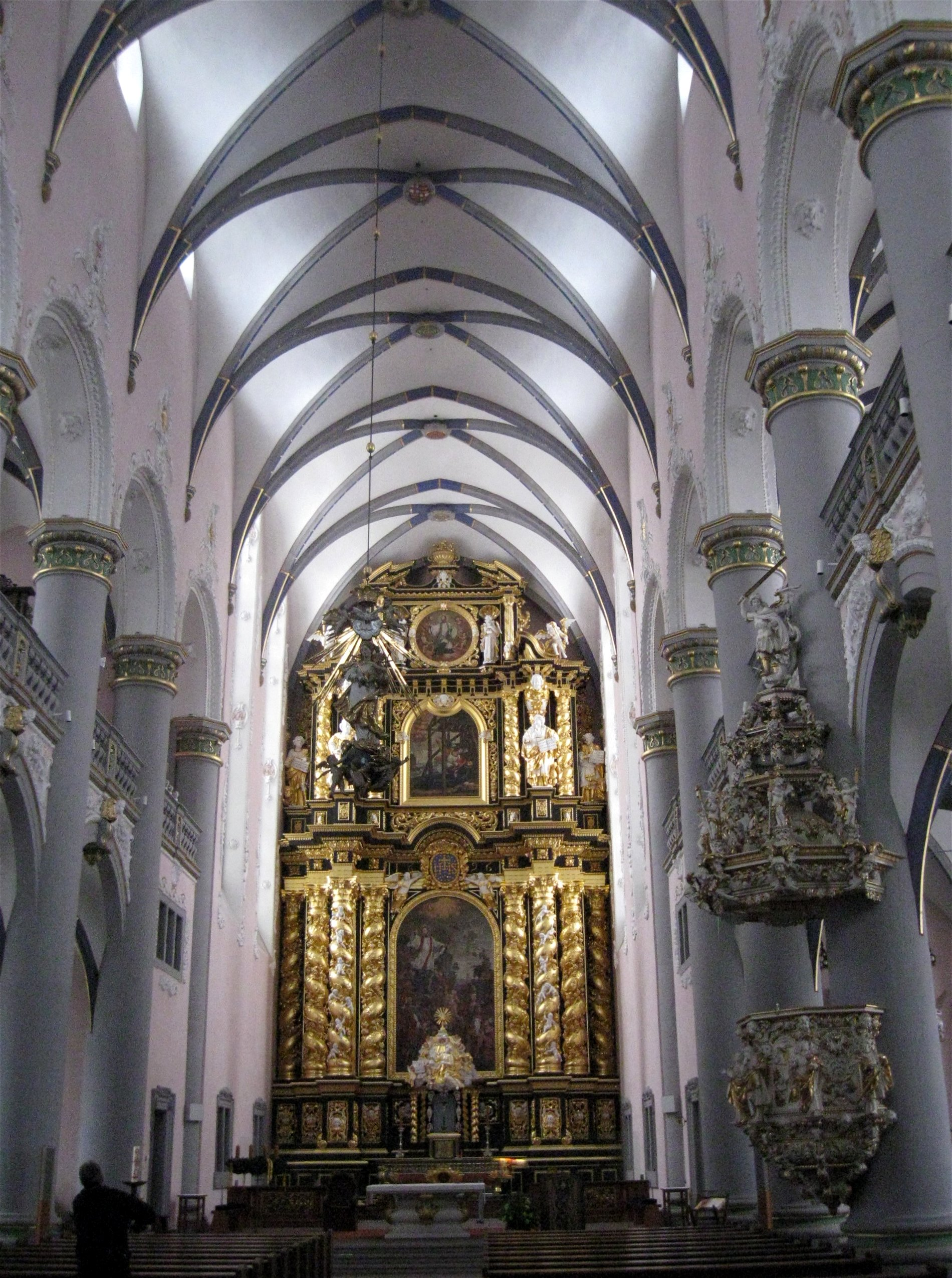
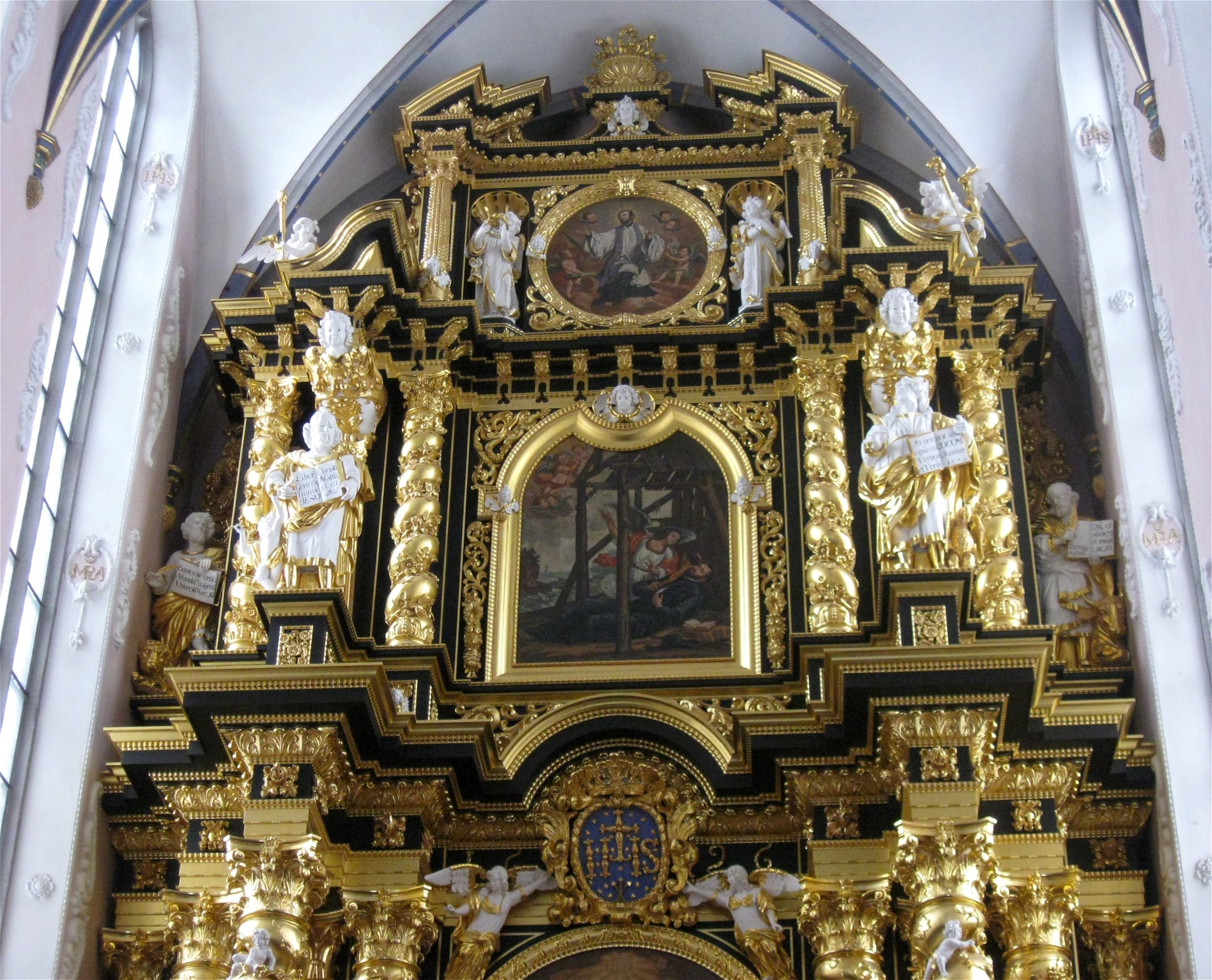
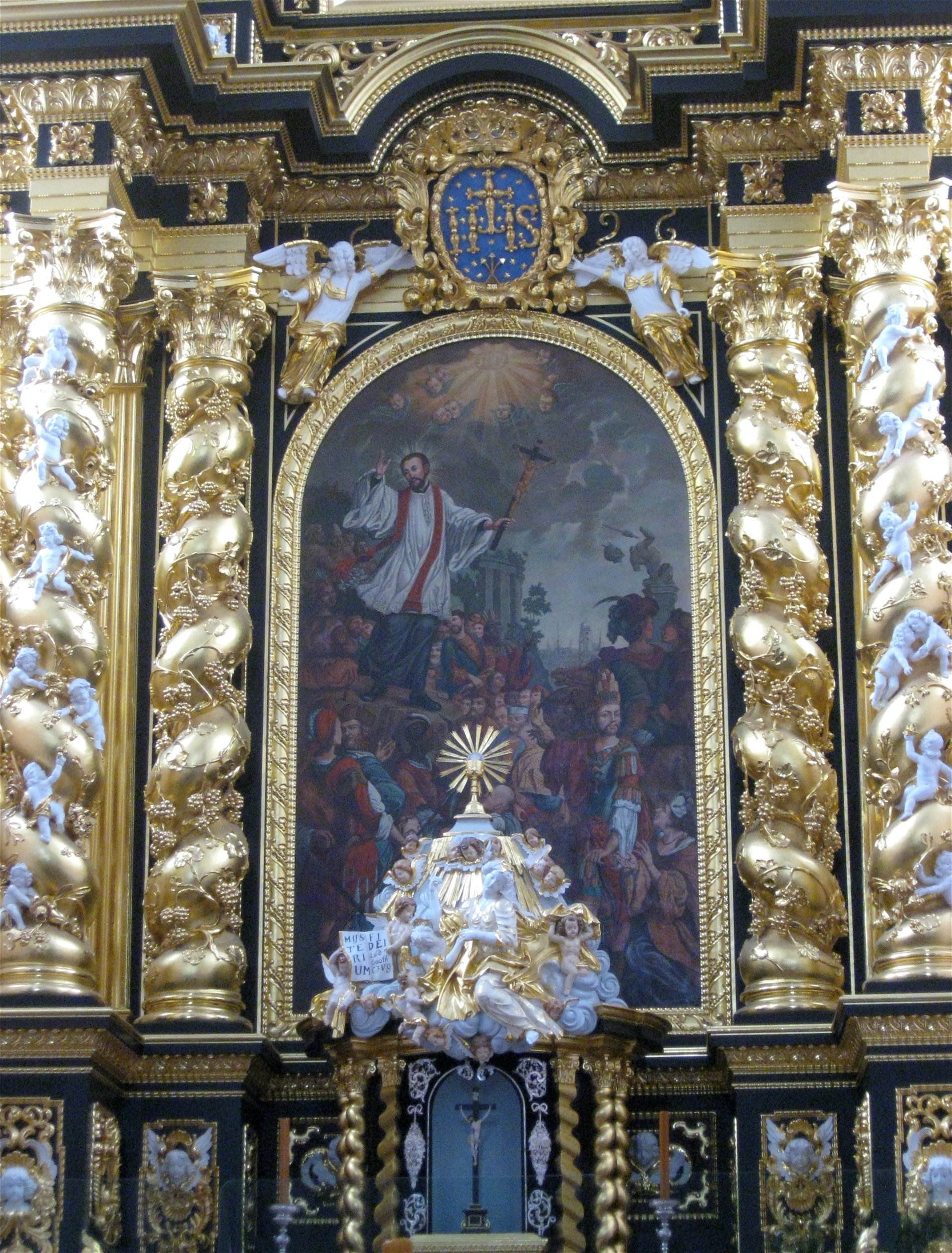
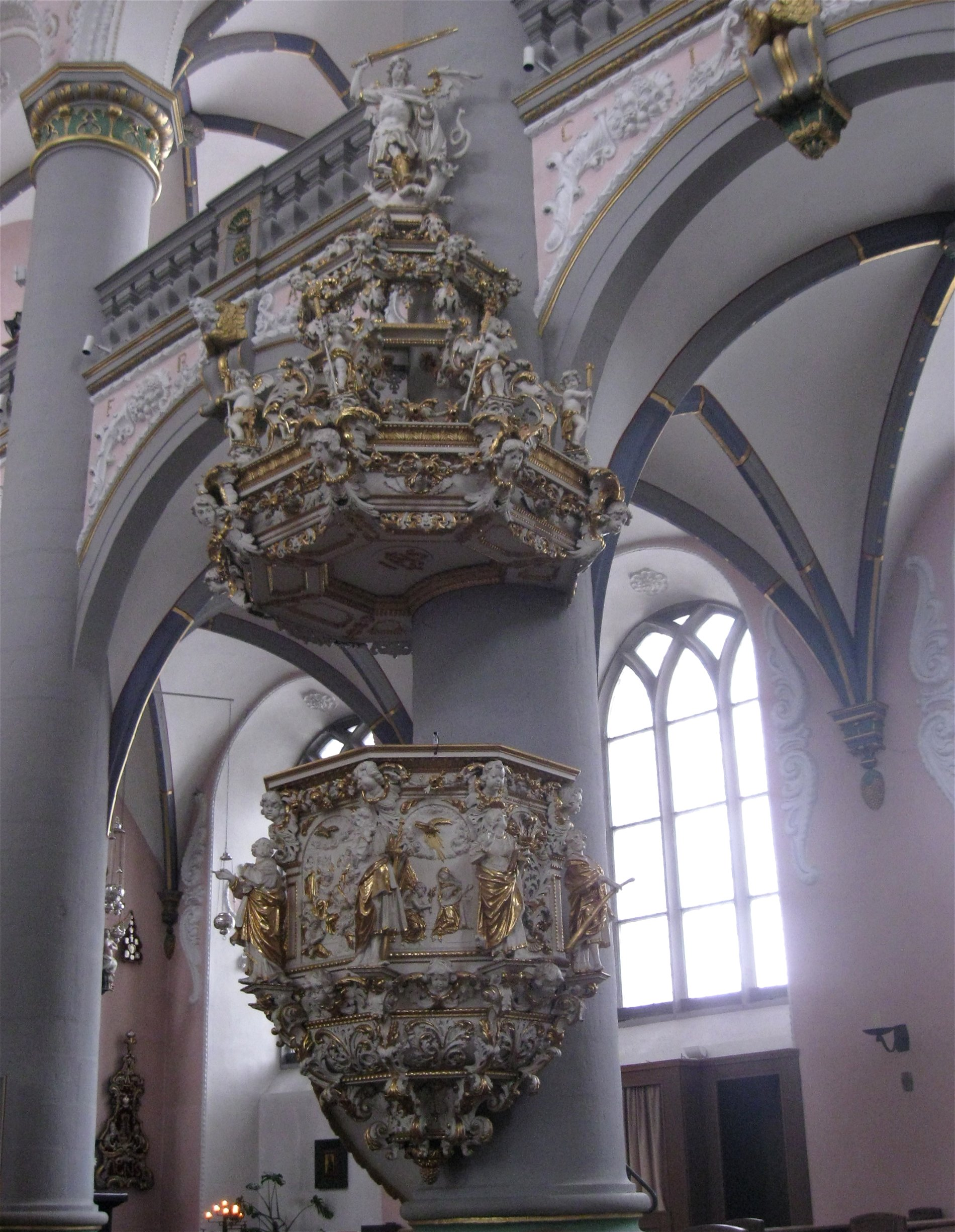
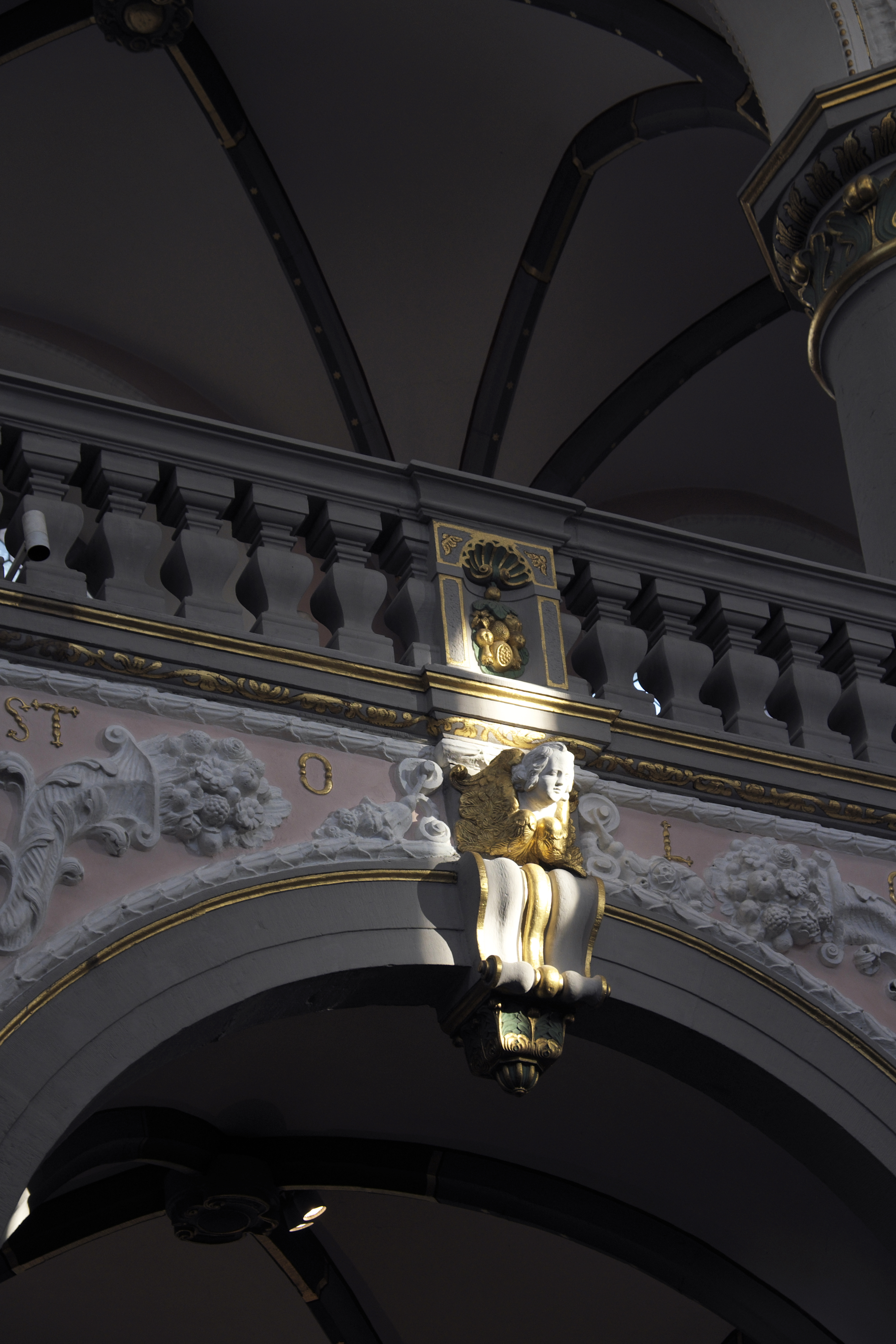
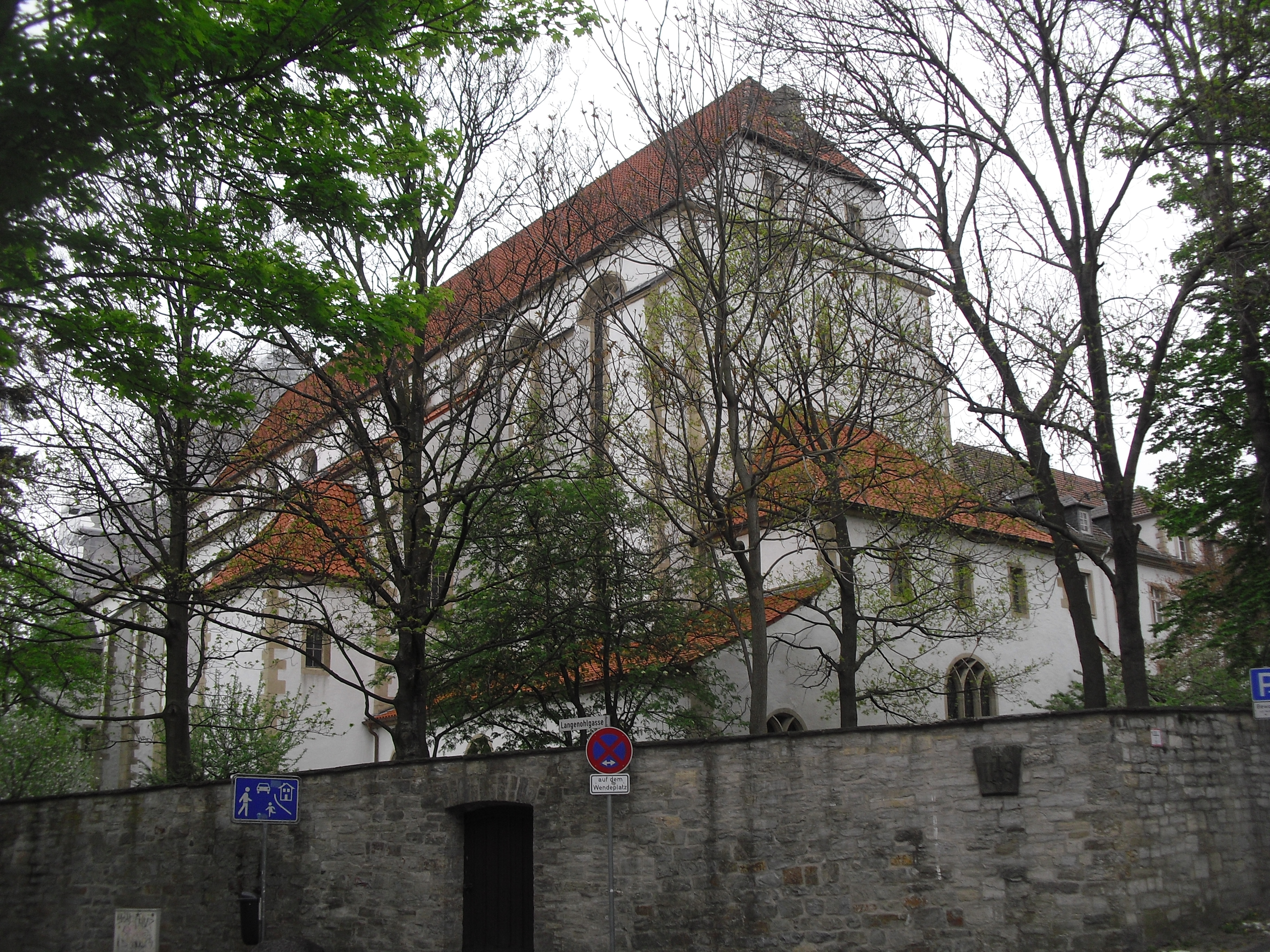
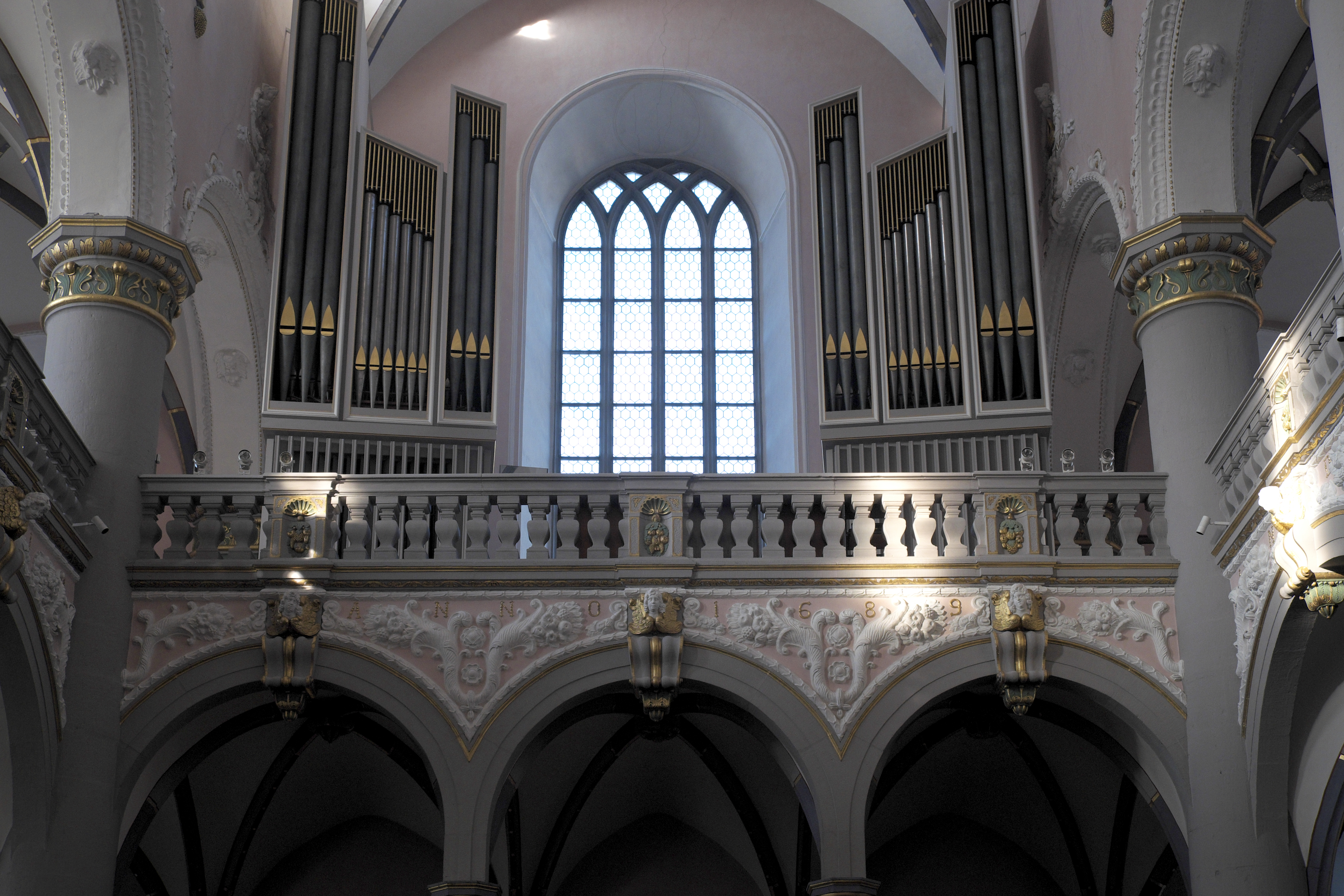